# 阿拉斯特-拉尔比约
阿拉斯特-拉尔比约（法語：Arrast-Larrebieu，法語發音：[aʁast laʁbjø]）是法国大西洋比利牛斯省的一个市镇，位于该省中部，属于奥洛龙-圣玛丽区。该市镇于1842年由原市镇阿拉斯特（Arrast）和拉尔比约（Larrebieu）合并而成。

## 地理
阿拉斯特-拉尔比约（43°17'36"N, 0°51'0"W）面积7.56 平方千米，位于法国新阿基坦大区大西洋比利牛斯省，该省份为法国东南部省份，涵盖了贝阿恩与北巴斯克，西临大西洋比斯開灣，北至朗德省，东北接热尔省，东临上比利牛斯省，南与西班牙接壤。
与阿拉斯特-拉尔比约接壤的市镇（或旧市镇、城区）包括：下沙里特、昂古斯、卡斯泰特诺-康布隆、沙尔、埃斯佩斯-安迪兰、蒙卡约勒-拉罗里-芒迪比约、维奥多斯-下阿邦斯、贝罗甘-拉兰斯。
阿拉斯特-拉尔比约的时区为UTC+01:00、UTC+02:00（夏令时）。

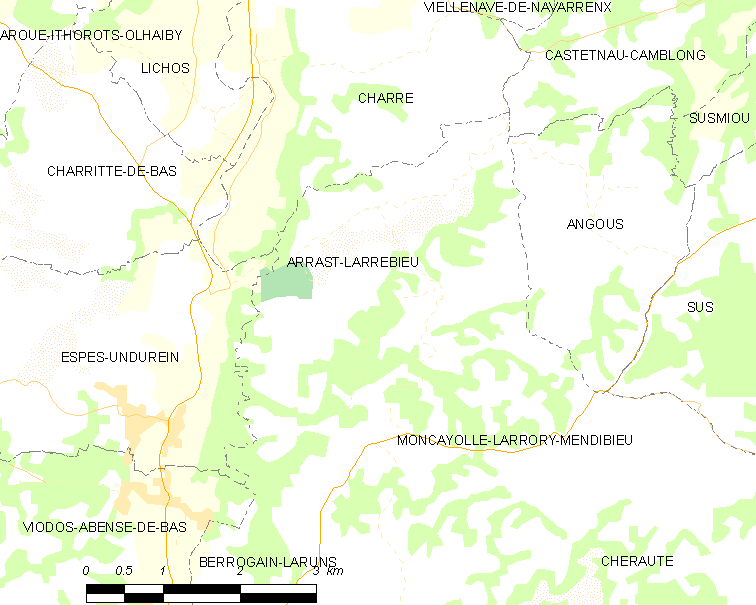
阿拉斯特-拉尔比约的OSM定位图

## 行政
阿拉斯特-拉尔比约的邮政编码为64130，INSEE市镇编码为64050。

## 政治
阿拉斯特-拉尔比约所属的省级选区为巴斯克山地县。

## 人口

1962-2008年间阿拉斯特-拉尔比约人口变化图示

阿拉斯特-拉尔比约于2022年1月1日时的人口数量为92人。